# Юлдашев, Рамиль Раильевич
Рамиль Раильевич Юлдашев (род. 5 сентября 1961, Уфа, Башкирская АССР, РСФСР, СССР) — советский и украинский хоккеист, мастер спорта СССР международного класса.

## Карьера
Воспитанник уфимского хоккея.
Выступал в высшей лиге в составе команд «Салават Юлаев» и «Сокол».
В сезонах 1989/90 (28 шайб) и 1990/91 (36 шайб) годов становился лучшим снайпером чемпионата СССР.
С развалом СССР играл в швейцарском чемпионате. В сезоне 1992/93 стал лучшим снайпером чемпионата Швейцарии.
В сезоне 1995/96 играл в составе киевского «Сокола» и «Салавата Юлаева» в чемпионате России.
Во второй половине 1990-х играл в итальянском, французском, австрийском чемпионатах, а также в киевском «Беркуте».
В 2000—2002 годах снова выступал за «Сокол».
Заканчивал игровую карьеру в испанском чемпионате.
На молодёжном чемпионате мира 1981 года в составе сборной СССР стал бронзовым призёром.
В 1992—1994 годах выступал в составе сборной Украины.
По окончании карьеры игрока перешел на тренерскую работу.